# 佐久ホテル
佐久ホテル（さくホテル）は、長野県佐久市岩村田にある宿泊施設（温泉宿、ホテル）。運営は株式会社佐久ホテル。創業は室町時代で、長野県一の老舗である。

## 歴史
佐久ホテルの創業は室町時代の正長元年（1428年）。望月城・望月河内守が現在の佐久ホテルのある場所において、宿泊や食事を提供したのが始まりだという。創業から600年間を数えようとしており、長野県で最も古い老舗として知られる。同ホテルは足利将軍家が贈ったという感謝状を所蔵しているという。戦国時代、天文年間には武将・武田信玄が訪れ、入浴したと伝わる。江戸時代は陣屋元にあったため、割元・名主・公事宿（郷宿）の任を務めた。
江戸時代末期、幕末の頃に蒸気船を旅客船として事業化を企画・出資するも、鉄道の普及により失敗。これによる損失は現在の価値に換算して60億円にも上るものであった。その戒めとして、不慣れな事業や相場、賭事には手を出さないよう、家訓を定めた。歴史上の偉人・文人が訪れたという誇りも公にせず、取材にも応じないこととしたため、普通のビジネスホテルと見られがちであった。
現代、第19代目当主（株式会社佐久ホテル代表取締役）は、一転して歴史や伝統を前面に押し出す経営へと方針を転換。伝統の鯉を使った料理の提供や、放棄されていた温泉の再興、インターネット・SNSを活用した情報発信を行っている。

## 施設

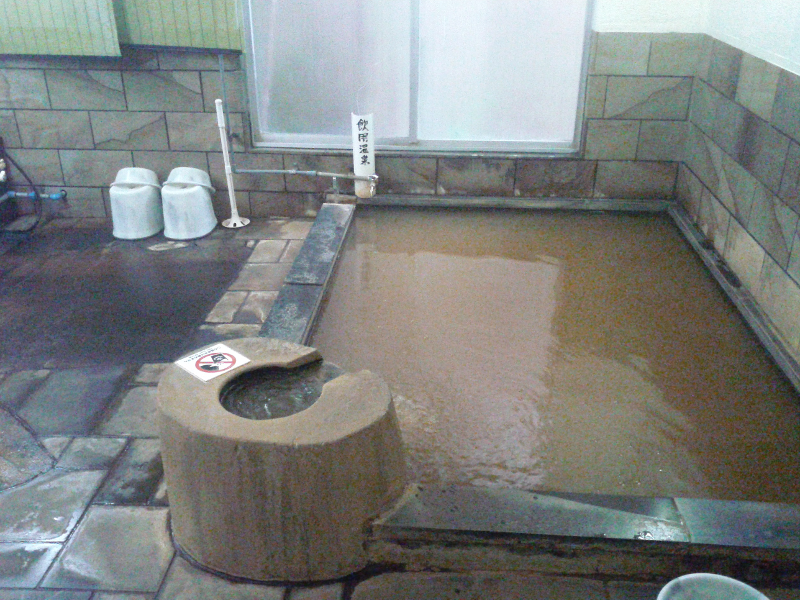
旭湯温泉の浴場

- 登録・加盟団体 - 日本観光旅館連盟・長野県ホテル旅館生活衛生同業組合[2]
- 客室 - 28室（和室20室・洋室8室）[2]
- 合計収容人数 - 150人[2]
- 温泉 - 「旭湯温泉」（温泉法第二条該当メタケイ酸規定温泉、濁度5.6度、疲労回復・健康増進に効く）[2]
- 浴場 - 貸切風呂・大浴場（日帰り入浴可）[2]
- その他 - レストラン、喫茶店、宴会場（最大250人収容）、会議室（最大250人収容）、御神前（出雲大社分霊、長野県内唯一）[2]、挙式場[5]、若山牧水歌碑[注 1]

## 食事
和食を提供する。目玉は地元産の佐久鯉を味噌仕立てのタレで3時間ほど煮込んだ「鯉こく」。タレは江戸時代中期から継ぎ足しで使っているという。自家製の「よもぎ焼酎」も用意している。

## 交通アクセス
公共交通機関
JR佐久平駅よりタクシーで約2分間。またはJR小海線・岩村田駅より徒歩6分間。7人乗り・27人乗り・55人乗りの送迎車を用意。
自家用自動車
上信越自動車道・佐久インターチェンジから自動車で2分間。普通車60台・大型バス5台駐車可能な無料駐車場を用意。